# Liste der Fahnenträger der sudanesischen Mannschaften bei Olympischen Spielen
Die Liste der Fahnenträger der sudanesischen Mannschaften bei Olympischen Spielen listet chronologisch alle Fahnenträger sudanesischer Mannschaften bei den Eröffnungs- (EF) und Abschlussfeiern (AF) Olympischer Spiele auf.

## Liste der Fahnenträger
| Mannschaft             | Veranstaltung | Fahnenträger (EF)          | Fahnenträger (AF)   |
| ---------------------- | ------------- | -------------------------- | ------------------- |
| 1960 in Rom            | Sommerspiele  |                            |                     |
| 1968 in Mexiko-Stadt   | Sommerspiele  |                            |                     |
| 1972 in München        | Sommerspiele  | Abdel Wahab Abdullah Salih |                     |
| 1984 in Los Angeles    | Sommerspiele  | (O) Abdul Al-Lalif         |                     |
| 1988 in Seoul          | Sommerspiele  | Omer Khalifa               |                     |
| 1992 in Barcelona      | Sommerspiele  |                            |                     |
| 1996 in Atlanta        | Sommerspiele  | (O) Mahmud Musa Abdullah   |                     |
| 2000 in Sydney         | Sommerspiele  | (O) Mahmud Kieno           |                     |
| 2004 in Athen          | Sommerspiele  | Todd Matthews-Jouda        | Ismail Ahmed Ismail |
| 2008 in Peking         | Sommerspiele  | Abubaker Kaki              | Abubaker Kaki       |
| 2012 in London         | Sommerspiele  | Ismail Ahmed Ismail        | Rabah Yousif        |
| 2016 in Rio de Janeiro | Sommerspiele  | Abdalla Yousif             | Volunteer           |
| 2020 in Tokio          | Sommerspiele  | Esraa Khogali              | Volunteer           |
| 2020 in Tokio          | Sommerspiele  | Abobakr Abass              | Volunteer           |
| 2024 in Paris          | Sommerspiele  | Rana Saadeldin             | Yaseen Abdalla      |
| 2024 in Paris          | Sommerspiele  | Yaseen Abdalla             | Yaseen Abdalla      |

Anmerkung: (EF) = Eröffnungsfeier, (AF) = Abschlussfeier, (O) = Offizieller

## Statistik
| Rang    | Sportart       | EF | AF | ∑  |
| ------- | -------------- | -- | -- | -- |
| 1       | Leichtathletik | 6  | 4  | 10 |
| 2       | Offizieller    | 3  | 0  | 3  |
| 3       | Schwimmen      | 2  | 0  | 2  |
| 3       | Volunteer      | 0  | 2  | 2  |
| 5       | Boxen          | 1  | 0  | 1  |
| 5       | Rudern         | 1  | 0  | 1  |
| Gesamt: | Gesamt:        | 13 | 6  | 19 |

| Rang                   | Sportart | EF | AF | ∑ |
| ---------------------- | -------- | -- | -- | - |
| bisher keine Teilnahme |          |    |    |   |
| Gesamt:                | Gesamt:  | 0  | 0  | 0 |

| Rang    | Sportart       | EF | AF | ∑  |
| ------- | -------------- | -- | -- | -- |
| 1       | Leichtathletik | 6  | 4  | 10 |
| 2       | Offizieller    | 3  | 0  | 3  |
| 3       | Schwimmen      | 2  | 0  | 2  |
| 3       | Volunteer      | 0  | 2  | 2  |
| 5       | Boxen          | 1  | 0  | 1  |
| 5       | Rudern         | 1  | 0  | 1  |
| Gesamt: | Gesamt:        | 13 | 6  | 19 |